# Комунікасьйонес (футбольний клуб)
Футбольний клуб «Комунікасьйонес» (ісп. Comunicaciones Fútbol Club Sociedad Anónima) — професійний гватемальський футбольний клуб із міста Гватемала. Клуб був заснований у 1949 році, та проводить домашні матчі на стадіоні «Естадіо Сементос Прогресо» місткістю 17 тисяч глядачів. Клуб грає в Національній футбольній лізі Гватемали, найвищому дивізіоні гватемальського футболу. «Комунікасьйонес» є найтитулованішим футбольним клубом у Гватемалі, команда 32 рази перемагала в чемпіонаті країни, 8 разів вигравала Кубок Гватемали, а також у 1978 році стала переможцем Кубка чемпіонів КОНКАКАФ. У 2021 році «Комунікасьйонес» також виграв Лігу КОНКАКАФ.

## Титули і досягнення
- Переможець Ліги чемпіонів КОНКАКАФ (1): 1978
- Переможець Ліги КОНКАКАФ (1): 2021
- Чемпіон Гватемали (32): 1956, 1957—1958, 1959—1960, 1968—1969, 1970—1971, 1971, 1972, 1977, 1979—1980, 1981, 1982, 1985—1986, 1990—1991, 1994—1995, 1996—1997, 1997—1998, 1998—1999, Апертура 1999, Клаусура 2001, Апертура 2002, Клаусура 2003, Апертура 2008 , Апертура 2010 , Клаусура 2011 , Апертура 2012 , Клаусура 2013 , Апертура 2013 , Клаусура 2014 , Апертура 2014 , Клаусура 2015 , Клаусура 2022 , Апертура 2023
- Володар Кубка Гватемали (8): 1951—1952, 1955, 1970, 1972, 1983, 1986, 1991—1992, 2009
- Переможець Campeón de Campeones de Guatemala (10): 1955, 1956, 1958, 1961, 1983, 1986, 1991, 1995, 1997, 1998